# Caseta del Rellotge
La Caseta del Rellotge és una obra de Mont-roig del Camp (Baix Camp) inclosa a l'Inventari del Patrimoni Arquitectònic de Catalunya.

## Descripció
Mas de planta rectangular que consta de planta baixa i pis, amb coberta a dues vessants. L'obra és de paredat amb reforços de rajoles i maons. La façana està arrebossada i davant hi ha un conjunt d'arbres.
Donant a la carretera i sobre una mena de fornícula buida, hi ha el rellotge de sol que va donar nom a la casa.

## Història
Al rellotge de sol pintat (repintat) a la façana, hi ha la data d' "ANY MDCXIV".
S'han realitzat reformes recentment per adequar-ho com a restaurant. Havia tingut la funció d'hostal del vell camí que anava cap al Coll de Balaguer.
Polígon 35, parcel·la 30. Casa de 100 metres quadrats. També hi ha explotació agrícola.